# Predestinare (roman)
Predestinare este al nouălea roman din seria de fantezie Casa Nopții, scrisă de P. C. Cast și Kristin Cast. Apărută în 25 octombrie 2011 la editura St. Martin, aceasta a fost tradusă după aproape doi ani după Iertarea la editura Litera.

## Sumar
Zoey și prietenii ei, inclusiv Rephaim, se întorc la Casa Nopții pentru cursuri. Între ore, acesta își întâlnește frații, trimiși de Kalona, ca să-l convingă să spioneze pentru el - Rephaim refuză. Aurox apare și omoară unul dintre ei. Acesta purcede să-l atace pe Rephaim, dar Zoey și Stevie Rae apar și-l protejează. Neferet apare și oprește încăierarea, pretinzând că Rephaim este darul ei de la zeiță, Gardianul ei. Ulterior, Kalona însuși apare și-l cheamă pe Rephaim, care o aduce pe Zoey ca martor. Acesta le oferă un pact împotriva lui Neferet și Zoey acceptă. În acest timp, Erik simte compulsia de Vânător pentru prima dată și Însemnă o tânără fată oarbă, Shaylin. Când aceasta își revine, Erik observă că are un semn roșu. O dată cu Semnul, aceasta își primește văzul și primul dar de la zeiță, True Sight. Erik o duce la Stevie Rae.

Coperta primei ediţii în românǎ

Thanatos vine la Casa Nopții sub pretextul de a considera consecințele de a-i acorda lui Zoey propria Casă a Nopții, deși îi mărturisește ulterior că trebuie să adune dovezi împotriva lui Neferet, pentru care o roagă pe Zoey să-i permită să facă un ritual de revelare pentru a afla cauzele morții Lindei, în special după ce Zoey îi împărtășește bănuielile lui Kalona cu privire la Neferet  și Taurul Alb. Aphrodite și Kramisha primesc câte o profeție despre ritual care par să anunțe moartea lui Rephaim la mâna lui Dragon, motiv penttr care Thanatos îl roagă să nu-l însoțească, pretinzând că natura lui de Războinic ar contraveni vrăjii însăși. Neliniștit de asemănarea stranie între frazarea lui Thanatos și vorbele Anastasiei dinaintea vrăjii de pace, acesta îi urmărește în secret.
Neferet îl trimite pe Aurox ca să oprească ritualul, dar acesta hotărăște să-și schimbe viitorul și nu intervine. Alertată de Întuneric, Neferet face un sacrificiu pentru a face Întunericul să-l constrângă să-l omoare pe Rephaim. Dragon apare și-l protejează pe Rephaim dându-i îndeajuns timp lui Thanatos să-și termine vraja, apoi îi permite lui Aurox să-l ucidă ca să o încheie. Zoey și cercul ei îl opresc și-l alungă pe Aurox, dar nu înainte ca acesta să-l rănească de moarte pe Rephaim. Disperată, Stevie Rae îl sună pe Kalona, care ajunge la timp ca să-și ceară iertare și să se roage pentru viața fiului său. Nyx îl ascultă și lacrimile lui Kalona îl vindecă pe Rephaim. Thanatos merge apoi spre Dragon și-i ghidează spiritul spre Lumea de Dincolo, unde toți văd cum este reunit cu Anastasia. Thanatos anunță că va prelua rolul de Mare Preoteasă la Casa Nopții și, hotărât să se schimbe, Kalona îi oferă Jurământul său de Războinic.
Pe drumul de întoarcere Nyx le apare, sfătuindu-i să se pregătească pentru confruntare.

## Recepție
Deși Predestinare a intrat imediat după publicare pe locul 3 în lista celor mai bine vândute 150 de cărți în SUA, volumul continuă o tendință descendentă în popularitate începută de Focul (17 săptămâni) după publicarea Tentația (30 săptămâni). Din a doua săptămână după publicare, romanul a început să coboare și a părăsit lista după doar 15 săptămâni, stabilind un nou „record”.